# Voissant
Voissant és un municipi francès situat al departament de la Isèra i a la regió d'Alvèrnia-Roine-Alps. L'any 2007 tenia 213 habitants.

## Demografia

### Població
El 2007 la població de fet de Voissant era de 213 persones. Hi havia 78 famílies de les quals 20 eren unipersonals (8 homes vivint sols i 12 dones vivint soles), 33 parelles sense fills i 25 parelles amb fills.
La població ha evolucionat segons el següent gràfic:
Habitants censats

### Habitatges
El 2007 hi havia 113 habitatges, 89 eren l'habitatge principal de la família, 14 eren segones residències i 9 estaven desocupats. 110 eren cases i 3 eren apartaments. Dels 89 habitatges principals, 77 estaven ocupats pels seus propietaris, 7 estaven llogats i ocupats pels llogaters i 5 estaven cedits a títol gratuït; 1 tenia una cambra, 4 en tenien dues, 4 en tenien tres, 29 en tenien quatre i 51 en tenien cinc o més. 62 habitatges disposaven pel capbaix d'una plaça de pàrquing. A 33 habitatges hi havia un automòbil i a 48 n'hi havia dos o més.

### Piràmide de població
La piràmide de població per edats i sexe el 2009 era:
| Homes | Edats   | Dones |
| ----- | ------- | ----- |
| 0     | 95 o +  | 0     |
| 0     | 90 a 94 | 0     |
| 0     | 85 a 89 | 4     |
| 4     | 80 a 84 | 4     |
| 0     | 75 a 79 | 12    |
| 4     | 70 a 74 | 4     |
| 4     | 65 a 69 | 4     |
| 4     | 60 a 64 | 12    |
| 4     | 55 a 59 | 4     |
| 8     | 50 a 54 | 4     |
| 8     | 45 a 49 | 8     |
| 0     | 40 a 44 | 4     |
| 8     | 35 a 39 | 8     |
| 12    | 30 a 34 | 16    |
| 0     | 25 a 29 | 0     |
| 12    | 20 a 24 | 0     |
| 4     | 15 a 19 | 4     |
| 12    | 10 a 14 | 8     |
| 16    | 5 a 9   | 12    |
| 0     | 0 a 4   | 4     |

## Economia

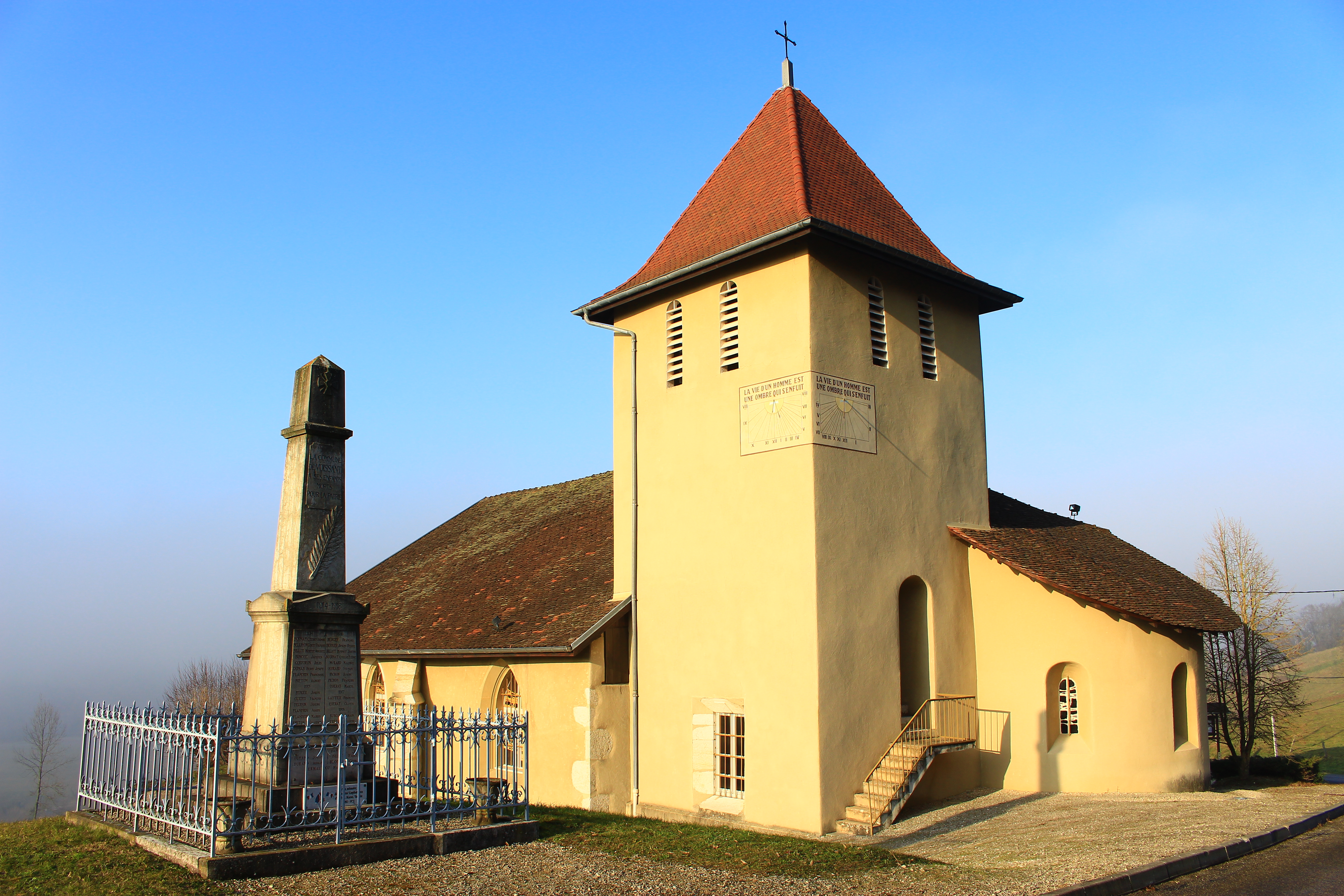
Església de Voissant

El 2007 la població en edat de treballar era de 141 persones, 114 eren actives i 27 eren inactives. De les 114 persones actives 105 estaven ocupades (59 homes i 46 dones) i 9 estaven aturades (4 homes i 5 dones). De les 27 persones inactives 11 estaven jubilades, 8 estaven estudiant i 8 estaven classificades com a «altres inactius».

### Ingressos
El 2009 a Voissant hi havia 89 unitats fiscals que integraven 213 persones, la mediana anual d'ingressos fiscals per persona era de 17.854 €.

### Activitats econòmiques
L'únic establiment que hi havia el 2007 era d'una empresa de serveis.
L'únic establiment comercial que hi havia el 2009 era una joieria.
L'any 2000 a Voissant hi havia 8 explotacions agrícoles.

## Equipaments sanitaris i escolars
El 2009 hi havia una escola elemental.

## Poblacions més properes
El següent diagrama mostra les poblacions més properes.